# Hydropsyche delrio
Hydropsyche delrio är en nattsländeart som beskrevs av Ross 1941. Hydropsyche delrio ingår i släktet Hydropsyche och familjen ryssjenattsländor. Inga underarter finns listade i Catalogue of Life.